# Julie Moulier
Pour les articles homonymes, voir Moulier.
Julie Moulier est une actrice française née le 19 mai 1984 dans le 15e arrondissement de Paris.

## Biographie
Après avoir suivi l'enseignement de Delphine Eliet à l'école du Jeu, elle intègre le Conservatoire national supérieur d'art dramatique en 2008. Elle y travaille avec Philippe Torreton, Caroline Marcadé, Yann-Joël Collin et termine son cursus, en 2011, auprès de Nada Strancar et d’Olivier Py. En 2012 et 2013, elle interprète la marquise de Merteuil dans Les Liaisons dangereuses mis en scène par John Malkovich au Théâtre de l’Atelier ainsi que La Mère dans Embrassez-les tous de Barbara Métais-Chastanier mis en scène par Keti Irubetagoyena au Centquatre-Paris. Elle joue ensuite dans L’Image de Samuel Beckett mis en scène par Arthur Nauzyciel (Aichi Theatre Center de Nagoya – Japon), dans Contractions de Mike Bartlett et Ne me touchez pas dans des mises en scène d'Anne Théron. Elle interprète seule Il n'y a pas de certitude de Barbara Métais-Chastanier, mis en scène par Keti Irubetagoyena, créé en février 2016 au théâtre de la Commune.
Elle fait régulièrement des lectures publiques (Olivia Rosenthal, Christian Siméon, Romain Gary, Dino Buzzati, Marina Tsvetaïeva, Marguerite Duras, etc.) et prête souvent sa voix à des fictions radiophoniques pour Radio France. Le Figaro Madame du 27 octobre 2017 lui consacre d'ailleurs un portfolio consacré aux "Lectures sur scène" aux côtés de Dominique Blanc, Clotilde Courau ou encore Judith Chemla.
Elle tourne enfin pour le cinéma avec Justine Triet (Victoria), Pierre Godeau (Éperdument), Fabienne Godet (Une place sur la Terre et Nos vies formidables), Rebecca Zlotowski (Grand central, Planétarium), Riad Sattouf (Jacky au royaume des filles) et Thierry de Peretti (Enquête sur un scandale d'État).

## Filmographie

### Cinéma

#### Longs métrages
- 2012 : Grand central de Rebecca Zlotowski : la recruteuse
- 2013 : Une place sur la Terre de Fabienne Godet : Margot
- 2014 : Jacky au royaume des filles de Riad Sattouf : la militaire Museau 2
- 2015 : Planétarium de Rebecca Zlotowski : la solliciteuse
- 2015 : Éperdument de Pierre Godeau : Pilar
- 2016 : Maryline de Guillaume Gallienne : la comédienne interne 1
- 2016 : Victoria de Justine Triet : la juge
- 2018 : Comme des garçons de Julien Hallard : Béatrice Bergeron
- 2018 : Nos vies formidables de Fabienne Godet : Margot
- 2020 : Si demain de Fabienne Godet : Esther, la partenaire d'Elena
- 2022 : Les Survivants de Guillaume Renusson : l'automobilliste
- 2022 : Enquête sur un scandale d'État de Thierry de Peretti : Julie Mondoloni, l'éditorialiste de Libé
- 2023 : L'Île rouge de Robin Campillo : Michèle Mollier
- 2023 : Sur la branche de Marie Garel-Weiss : une soeur Joubert
- 2023 : La Voie royale de Frédéric Mermoud : l'institutrice au rond-point
- 2024 : Louise Violet d'Éric Besnard : Honorine

#### Courts métrages
- 2007 : Léonard a des ennuis de Jean-Marc Peyrefitte[10]
- 2007 : Nuit blanche de Emmanuel Guy[11]
- 2008 : Work in progress de Louis Arène[12]
- 2009 : D'ici là de Julie Debiton
- 2010 : Le Trajet de Julie Debiton
- 2013 : Nous ne ferons pas d'histoire de Julie Debiton[13]
- 2018 : Flexible de Matthieu Salmon : Laure
- 2020 : Entre-deux de Johanna Boyer-Dilolo : la coach
- 2023 : Au bord de nos nuits blanches d'Elsa Aloisio : Reb

### Télévision
- 2012 : Engrenages (série), saison 4, épisodes 4 et 5 de Jean-Marc Brondolo : Marie Borel
- 2013 : Détectives (série), épisode 3 Doubles vies de Lorenzo Gabriele : Fabienne Mexis
- 2014 : Couvre-feu (téléfilm) de Harry Cleven : Carole Vanderbeke
- 2015 : L'Annonce (téléfilm) de Julie Lopes Curval : Deborah, collègue du supermarché
- 2016 : Tuer un homme d'Isabelle Czajka[14] : Béatrice Allard
- 2018 : Ad Vitam (série) de Thomas Cailley : Leyla Perrik
- 2020 : Le Voyageur (série), épisode Le Village assassiné : Major Lise Pagerzelski
- 2021 : Disparu à jamais (mini-série) de Juan Carlos Medina : Maéva Lucchesi
- 2021 : Mensonges (mini-série) de Lionel Bailliu et Stéphanie Murat : Nathalie Dulac, compagne de maître Comolet
- 2022 : La Vie devant toi (téléfilm) de Sandrine Veysset : Juliette Turpin, coach de natation
- 2022 : Les Rivières pourpres (série), saison 4, épisodes 5 et 6 La Dernière vague d'Akim Isker : Raph
- 2023 : Le Colosse aux pieds d'argile (téléfilm) de Stéphanie Murat
- 2023 : Split (série) d'Iris Brey : Olivia Audry, la réalisatrice

## Théâtre
- 2012 : Embrassez-les tous de Barbara Métais-Chastanier, mis en scène par Keti Irubetagoyena (Festival Impatience : Centquatre-Paris/Odéon[15] et tournée)
- 2012-2013 : Les Liaisons dangereuses de Choderlos de Laclos, mis en scène par John Malkovich (Théâtre de l'Atelier et tournée en France et aux États-Unis)
- 2013 : L'Image (avec Damien Jalet et les Winter Family) de Samuel Beckett, mis en scène par Arthur Nauziciel (Aichi Théâtre Center de Nagoya - Japon)
- 2014 : Mon petit monde porno de Gabriel Calderón, mis en scène par Benoît Giros (Théâtre des Quartiers d'Ivry)
- 2014 : Elektra de Richard Strauss, mis en scène par Patrice Chéreau[16]
- 2014 : Contractions de Mike Bartlett, mis en scène par Anne Théron (Chatellerault, Confluences et tournée)[17]
- 2015 : Ne me touchez pas de Anne Théron, mis en scène par Anne Théron (Théâtre national de Strasbourg et tournée)[6]
- 2016 : Il n'y a pas de certitude de Barbara Métais-Chastanier, mis en scène par Keti Irubetagoyena (Théâtre de la Commune - Aubervilliers et tournée)
- 2018 : La Femme® n'existe pas de Barbara Métais-Chastanier, mis en scène par Keti Irubetagoyena (Théâtre L'Échangeur et tournée)
- 2018 : Spirit de Nathalie Fillion, mis en scène par Nathalie Fillion (Théâtre de l'Union et tournée)
- 2023-2024 : Jeanne de Yan Allegret, mise en scène Yan Allegret[18], compagnie So Weiter[19]

## Fictions radiophoniques et mises en voix
- 2011 : La Grippe espagnole : Terreur du XXe siècle de J. Taroni, Fiction Radio France
- 2012 : La Vénus au phacochère de Christian Simeon mis en scène par Christophe Correia (Festival de la correspondance de Grignan)
- 2013 : Que font les rennes après Noël ? de Olivia Rosenthal, mis en scène par Anne Théron (Festival Paris en toutes lettres)
- 2013-2016 : Encore sur le pavé sonne mon pas nocturne : correspondance de Proust et Hahn, mis en scène par Vincent Huguet (Festival d'Aix-en-Provence)
- 2014 : Une brume si légère de J.M Zhand, Fiction Radio France[20]
- 2016 : Catalina de B. Abitan, Fiction Radio France[21]
- 2017 : Chroniques des invisibles de Barbara Métais-Chastanier, lecture musicale avec Sarah Métais-Chastanier (Festival Focus, Théâtre ouvert)[22]
- 2017 : La Belle Maguelone avec John Chest, Marcelo Amaral et Julie Moulier sur un cycle de quinze Lieder de Brahms (Festival d'Aix-en-Provence)[23]
- 2023 : Jeanne de Yan Allegret, France Culture[18]